# Amomum trianthemum
Amomum trianthemum là một loài thực vật có hoa trong họ Gừng. Loài này được Karl Moritz Schumann công bố danh pháp hai phần (nhưng không kèm mô tả khoa học) lần đầu tiên năm 1899.

## Phân bố
Loài này có thể được tìm thấy ở miền bắc đảo Sulawesi, Indonesia.